# Distrikt Alberto Leveau
Der Distrikt Alberto Leveau liegt in der Provinz San Martín in der Region San Martín in Nord-Peru. Der Distrikt wurde am 15. Dezember 1961 gegründet. Er wurde nach dem aus Tarapoto stammenden Polizeioffizier Alberto Leveau benannt, der am Peruanisch-Ecuadorianischen Krieg 1941 teilnahm.
Der Distrikt besitzt eine Fläche von 51,8 km². Beim Zensus 2017 wurden 901 Einwohner gezählt. Im Jahr 1993 betrug die Einwohnerzahl 1109, im Jahr 2007 827. Die Distriktverwaltung befindet sich in der 208 m hoch gelegenen Ortschaft Utcurarca mit 557 Einwohnern (Stand 2017). Utcurarca befindet sich 21 km südsüdöstlich der Provinzhauptstadt Tarapoto.

## Geographische Lage
Der Distrikt Alberto Leveau befindet sich im Südwesten der Provinz San Martín. Er liegt in den östlichen Voranden am Ostufer des Río Huallaga.
Der Distrikt Alberto Leveau grenzt im Südwesten an den Distrikt Pilluana (Provinz Picota), im Nordwesten an den Distrikt Juan Guerra, im Nordosten an den Distrikt Shapaja sowie im Osten und im Süden an den Distrikt Sauce.

## Ortschaften
Neben dem Hauptort gibt es folgende größere Ortschaften im Distrikt:
- Machungo (228 Einwohner)